# سنگ‌نگاره فتحعلی‌شاه
سنگ نگاره فتحعلی‌شاه یا نقش‌برجسته چشمه علی واقع در چشمه علی شهرری یکی از کتیبه‌های فتحعلی شاه قاجار است که به دستور او احداث شده‌است، این کتیبه بر روی دیواره چشمه علی قرار دارد. این چشمه در شمال شهرری و در کنار پارک چشمه علی و زیر باروی ری قرار دارد. فتحعلی شاه که زمان پیش از پادشاهی خویش را در شیراز گذرانده بود، با دیدن نقش برجسته‌های آن دیار، سه نفر به نام‌های حجار‌باشی، نقاش باشی و معمارباشی را مسئول ساخت این کتیبه به همراه کتیبه‌ای مشابه، در تنگه واشی فیروزکوه کرد.

## نگارخانه

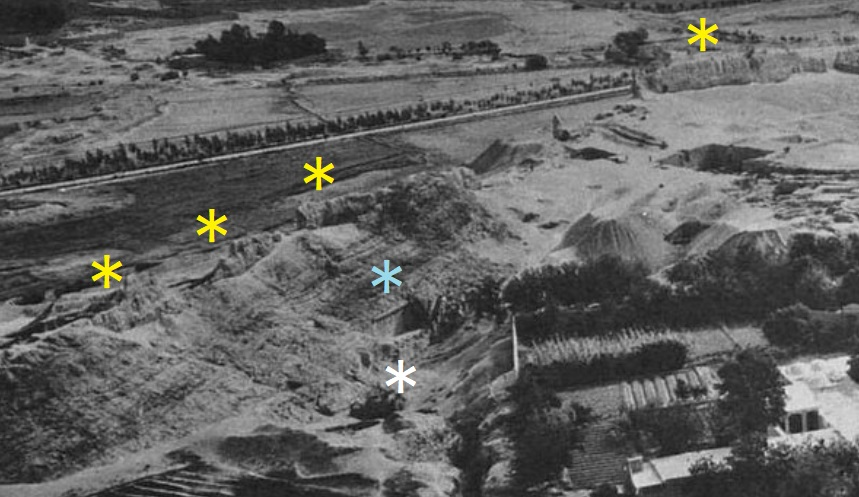
سنگ‌نگاره فتحعلی‌شاه (ستاره آبی) و چشمه‌علی (ستاره سفید) در عکس مشخص شده است. عکس هوایی بخشی از سرزمین ری در محدوده چشمه‌علی و اطراف آن. کشیدگی باروی ری در عکس هوایی باستان‌شناس اریش فریدریش اشمیت. علامت‌های ستاره به رنگ زرد دیوارهای باقی مانده مخروبه از باروی ری می‌باشد. ستاره زرد رنگ سمت چپ و پایین محل ساختن دیوار بازسازی شده است که در عکس‌های مدرن موجود است. ۱۳۱۵ خورشیدی
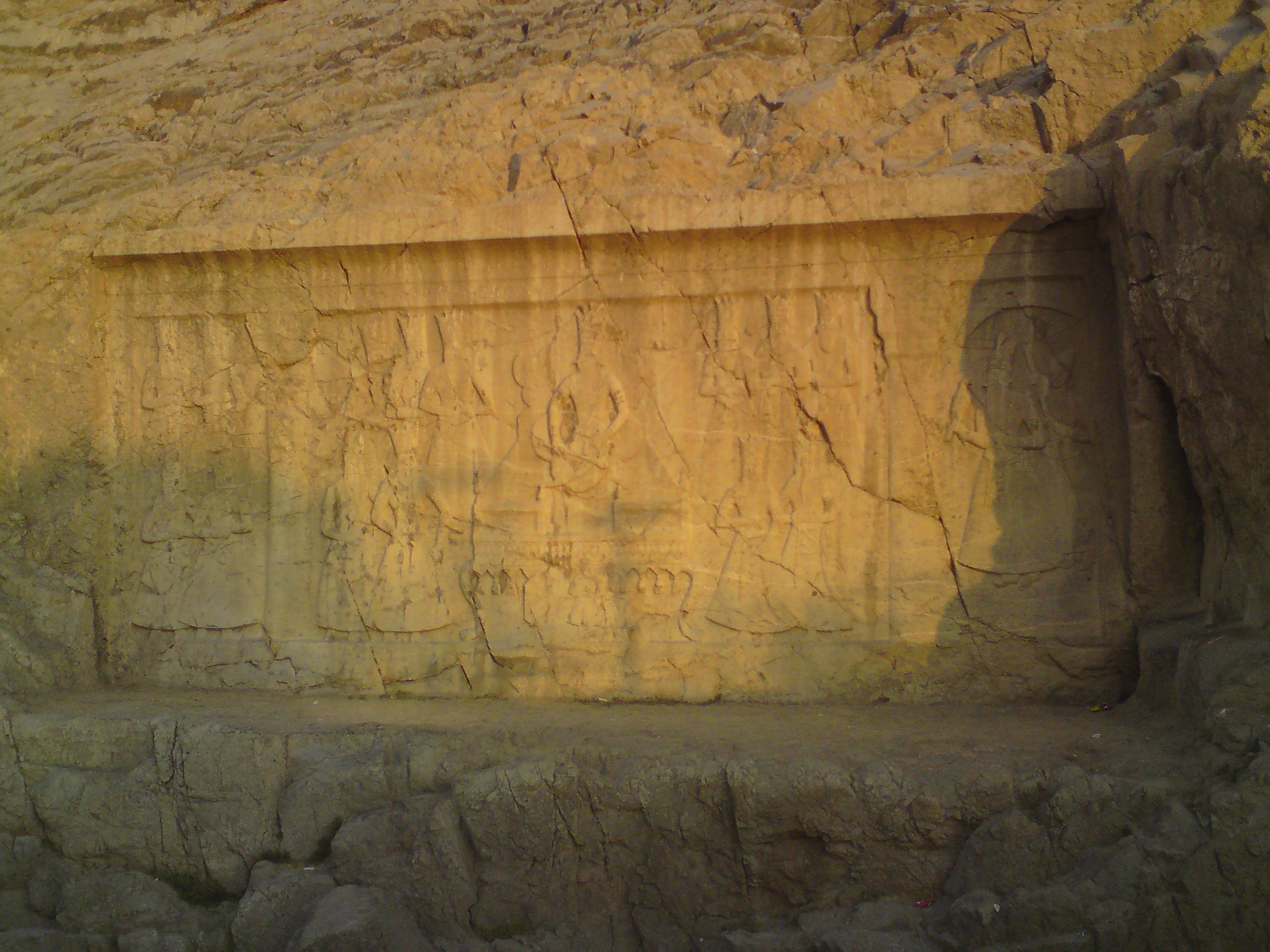
نمای کلی
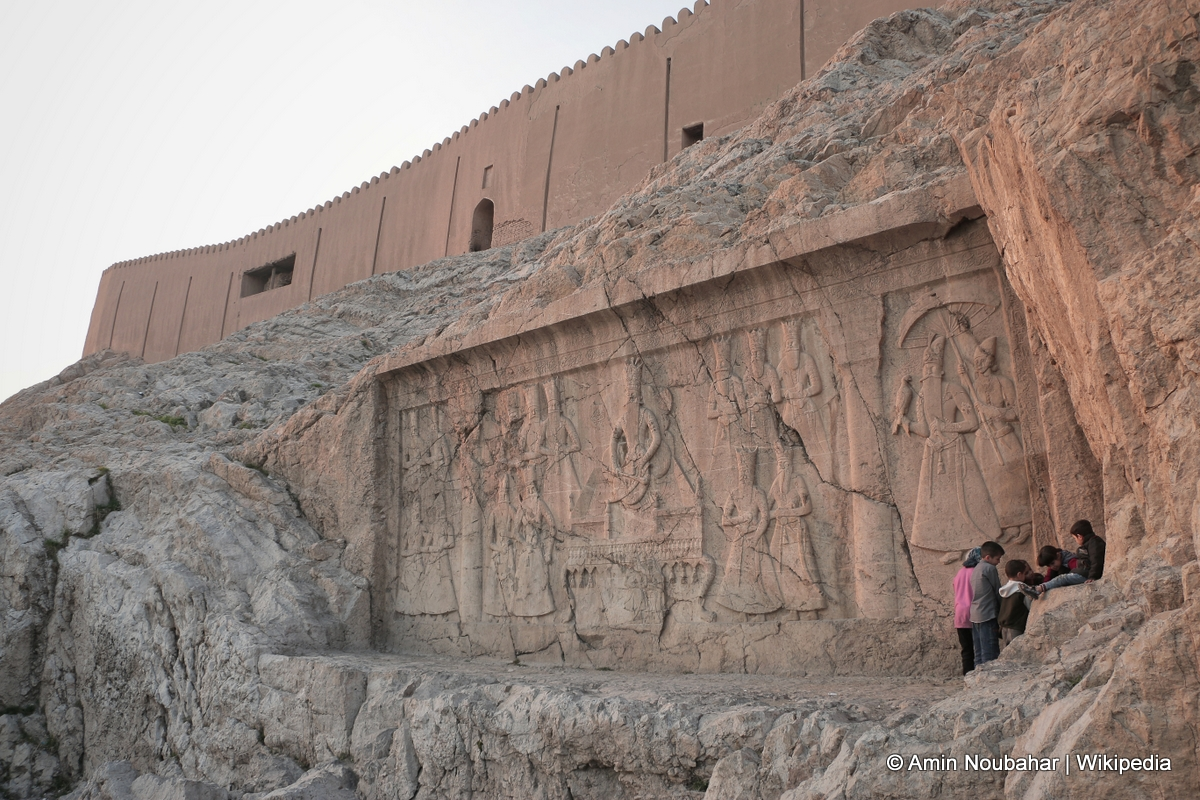
نمایی از کتیبه با دورنمای دیوارهٔ باروی ری
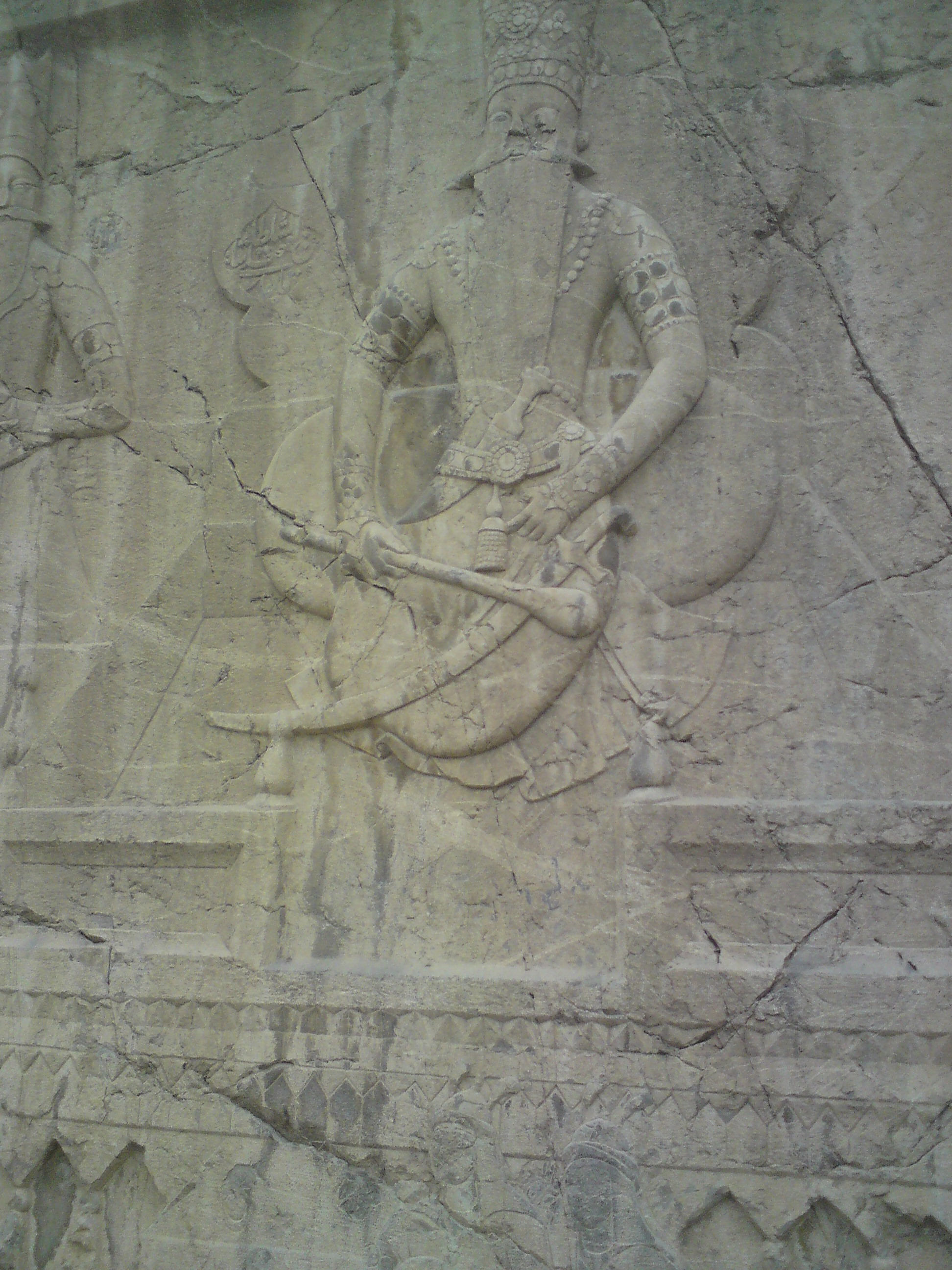
فتحعلی شاه قاجار نشسته بر تخت
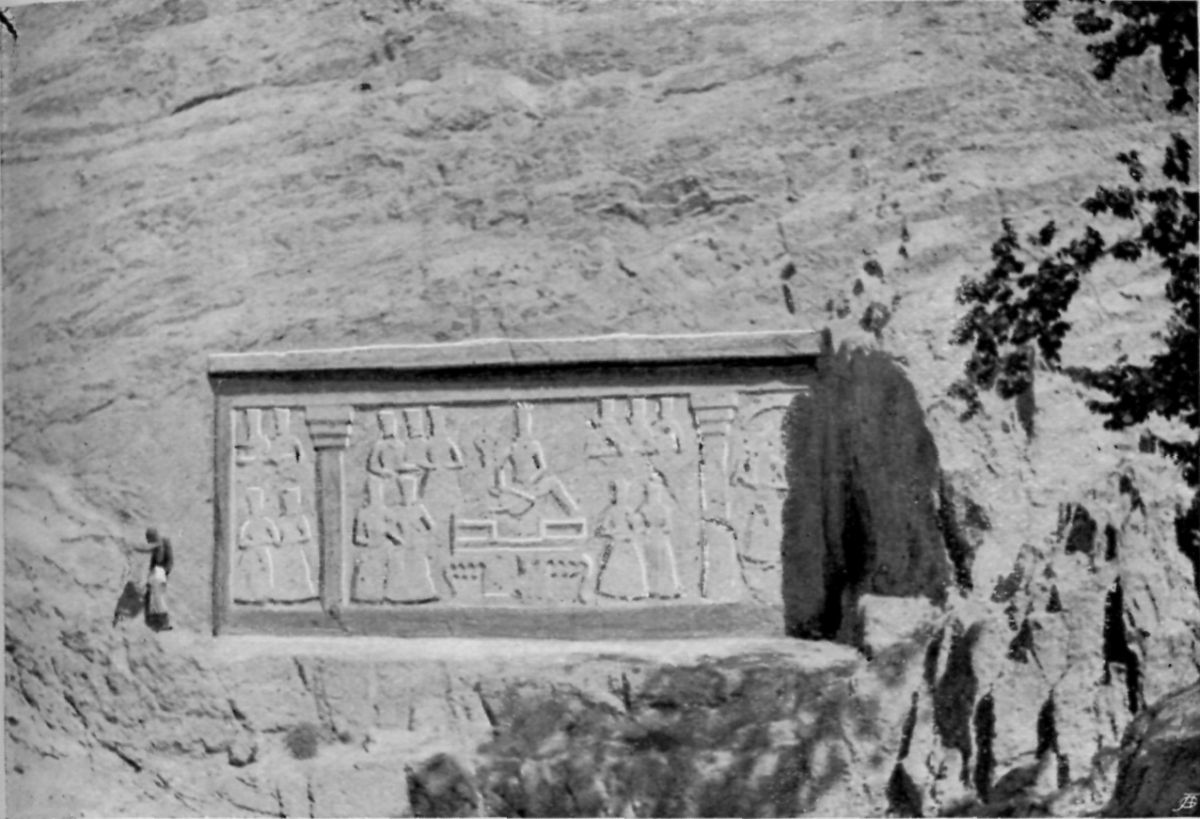
تصویری از کتیبه در سال ۱۹۰۱ میلادی
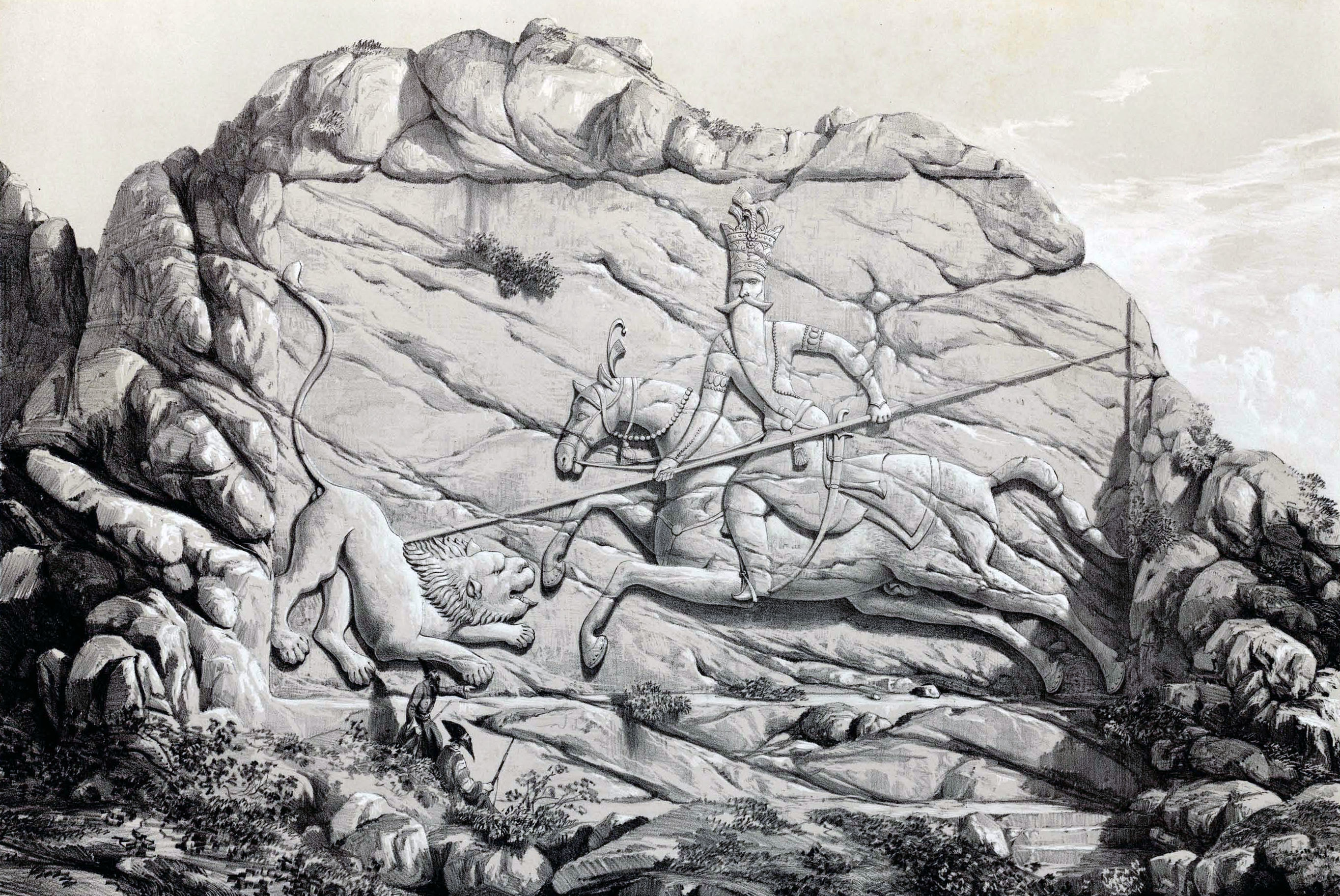
تصویری از دوران محمدشاه قاجار از حجاری دیگری که الان ناموجود است.
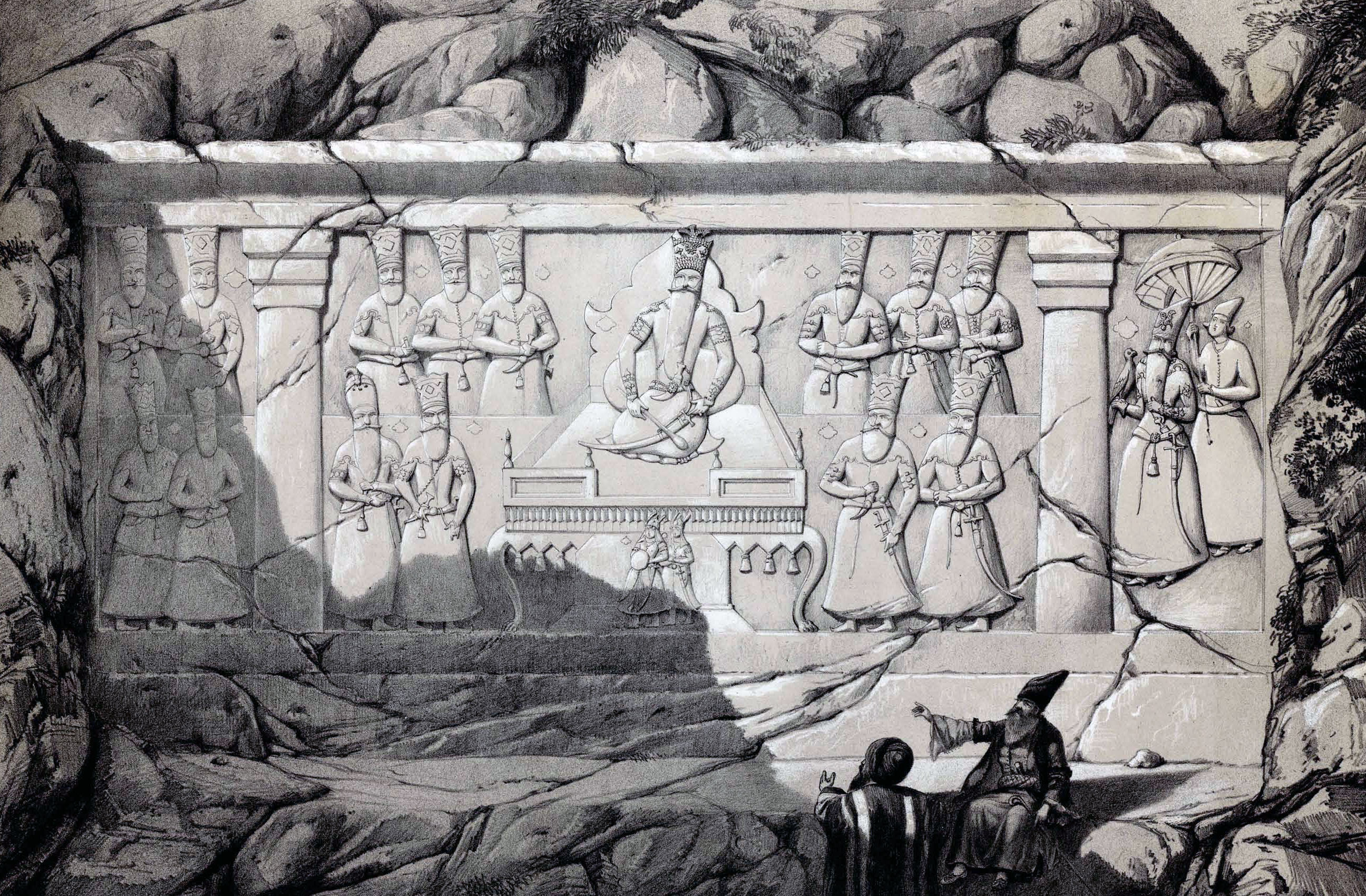
طراحی سنگ‌نگاره فتحعلی شاه و درباریان توسط اوژن فلاندن که در سال ۱۸۴۰ میلادی رسم شده است.
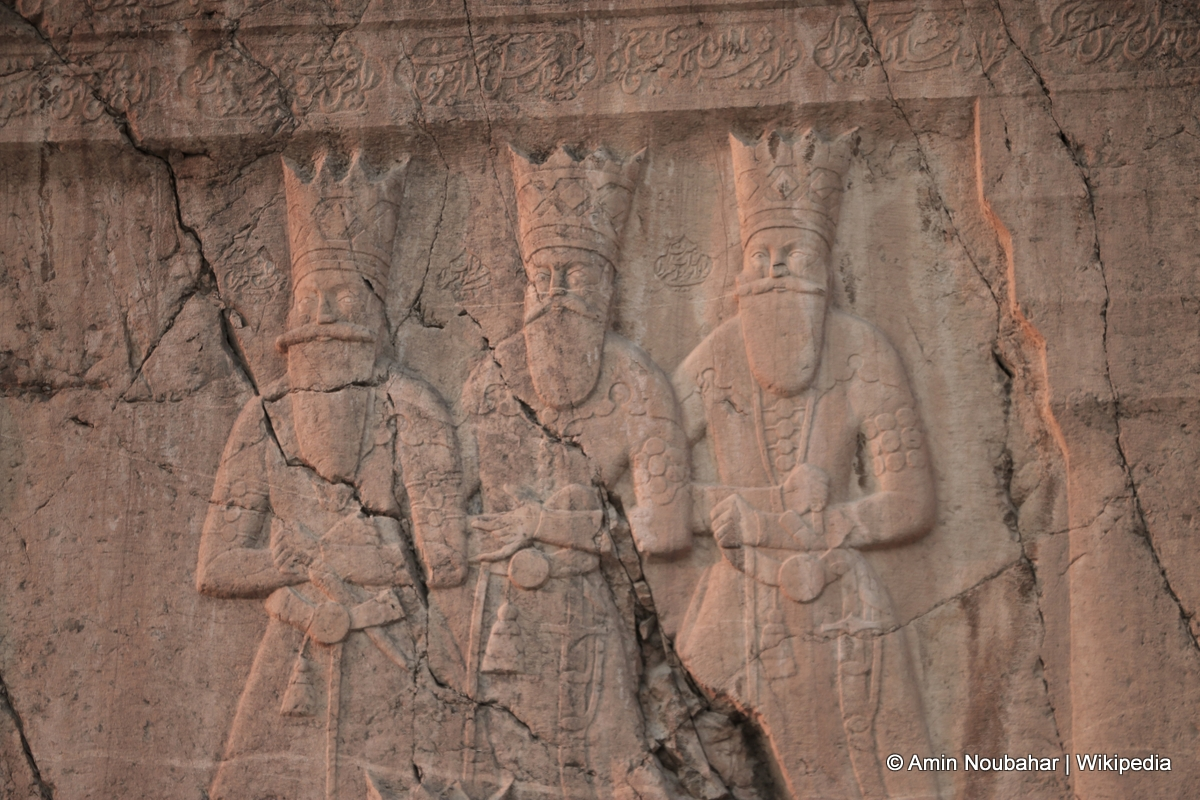
تصویری از تعدادی از درباریان در سنگ‌نگاره
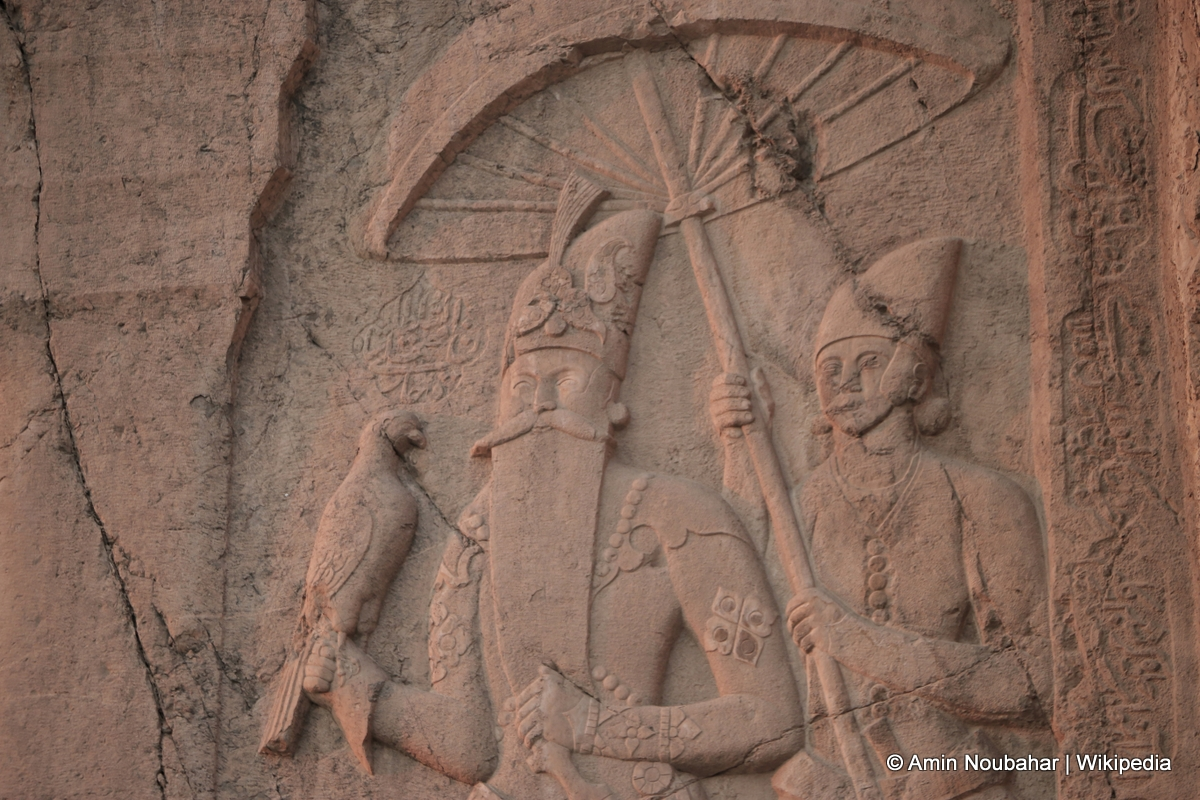
تصویر یکی از درباریان و خدمتکارش
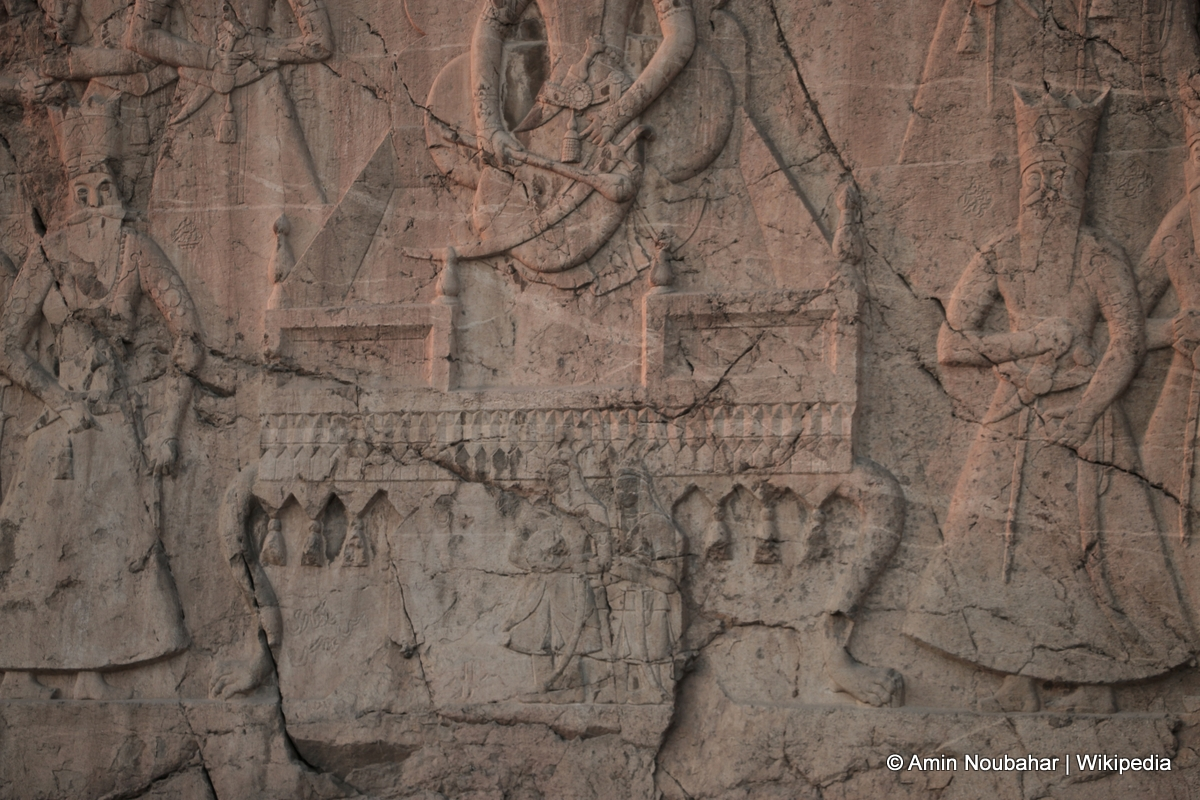
تصویری از تخت شاه که فتحعلی‌شاه روی آن نشسته است.